# Cyclops Eye
Das Cyclops Eye (englisch für Zyklopenauge) ist ein rund 1000 m hohes Felsentor auf Südgeorgien im Südatlantik. Es ragt aus dem Westkamm des Mount Sabatier auf.
Wissenschaftler des South Georgia Survey kartierten es zwischen 1951 und 1957. Das UK Antarctic Place-Names Committee benannte es 2011 deskriptiv.